# Iekaterina Vorobiova
Iekaterina Vorobiova (en russe : Екатерина Воробьёва) est une ancienne joueuse de volley-ball russe née le 25 janvier 1983 à Sverdlovsk. Elle mesure 1,85 m et jouait au poste de réceptionneuse-attaquante. 

## Clubs
| Club                       | De        | À         |
| -------------------------- | --------- | --------- |
| Ouralotchka Iekaterinbourg | 2006-2007 | 2007-2008 |
| OK OTP Banka Pula          | 2008-2009 | 2008-2009 |
| JVK Ienisseï Krasnoïarsk   | 2009-2010 | 2009-2010 |
| Ouralotchka-2              | 2010-2011 | 2010-2011 |
| Impouls-Sport              | 2011-2012 | 2011-2012 |
| Leningradka                | 2012-2013 | 2012-2013 |
| Haifa Volleyball           | 2013-2014 | 2013-2014 |